# (11083) Caracas
(11083) Caracas (1993 RZ6) – planetoida z grupy pasa głównego asteroid okrążająca Słońce w ciągu 3,62 lat w średniej odległości 2,35 j.a. Odkryta 15 września 1993 roku.